# Lanphear Buck
Lanphear Buck (Fall River, Massachusetts, SAD, 9. prosinca 1901. – nadnevak smrti nepoznat) je bivši američki hokejaš na travi. 
Bio je dijelom sastava predstavništva SAD-a koje je sudjelovalo na hokejaškom turniru na OI 1932. u Los Angelesu. SAD su izgubile obje utakmice. Osvojile su broncu. Buck nije odigrao nijedan susret. Bio je pričuvnim igračem.
Na hokejaškom turniru na Olimpijskim igrama 1936. u Berlinu je igrao za SAD. Odigrao je jedan susret kao napadač. SAD su dijelile 5. – 11. mjesto. Te je godine igrao za Westchester Field Hockey Club.

## Vanjske poveznice
- Profil na Sports Reference.com  Arhivirana inačica izvorne stranice od 19. svibnja 2011. (Wayback Machine)